# Wesołych świąt (film 2006)
Wesołych Świąt – amerykańska komedia z 2006 roku.

## Opis fabuły
Co roku Steve Finch zostaje królem świąt. Teraz również jego dom zdobią girlandy, a rodzina, mimo protestów musi nosić swetry z reniferami. O tytuł króla walczy też Buddy Hall, jego nowy sąsiad, który zamierza zmienić swój świąteczny dom w jeden wielki neon. Rozpoczyna się szaleńcza rywalizacja.

## Główne role
- Danny DeVito – Buddy Hall
- Matthew Broderick – Steve Finch
- Kristin Davis – Kelly Finch
- Kristin Chenoweth – Tia Hall
- Alia Shawkat – Madison Finch
- Dylan Blue – Carter Finch